# Drymelater
Drymelater is een geslacht van kevers uit de familie  
kniptorren (Elateridae).
Het geslacht is voor het eerst wetenschappelijk beschreven in 1996 door Calder.

## Soorten
Het geslacht omvat de volgende soorten:
- Drymelater apicalis (W.J. Macleay, 1872)
- Drymelater apicatus (Schwarz, 1902)
- Drymelater aulacoderus (Elston, 1929)
- Drymelater australis (Candèze, 1878)
- Drymelater basilaris (Candèze, 1900)
- Drymelater brevis (Candèze, 1887)
- Drymelater fusiformis (Schwarz, 1902)
- Drymelater laticornis (Elston, 1930)
- Drymelater lineatus (Candèze, 1878)
- Drymelater longicornis (Candèze, 1882)
- Drymelater mjobergi (Elston, 1930)
- Drymelater semiflavus (Candèze, 1887)
- Drymelater subpectinatus (Schwarz, 1902)
- Drymelater testaceus (Schwarz, 1902)
- Drymelater ventosus (Candèze, 1889)
- Drymelater vittatus (W.J. Macleay, 1872)